# حملة مالاي (مالافاس)
شن الإسكندر الأكبر حملة مالاي (مالافاس) من نوفمبر عام 326 حتى فبراير عام 325 قبل الميلاد، ضد قبيلة مالافاس في البنجاب. كان الإسكندر يرسم الحدود الشرقية لسلطته من خلال السير على طول نهر هيداسبس حتى نهر أكيسينز (الآن نهرا جيلوم وتشيناب)، لكن قبيلتي مالافاس وأوكسيدراتشي اجتمعا لرفض مروره عبر أراضيهما. سعى الإسكندر لمنع قواتهما من الاجتماع، وسارع بقيادة حملة ضدهما، ونجحت تلك الحملة في تهدئة المنطقة بين النهرين. أصيب الإسكندر بجروح خطيرة أثناء الحملة، وكاد يفقد حياته.

## الخلفية
حدثت الحملة ضد المالاي (المعروفين باسم المالافاس) بعد عام من عبور الإسكندر لجبال هندوكوش، وبعد ثماني سنوات من بدء حملاته ضد الإمبراطورية الفارسية. في ذلك الوقت، امتدت غزواته من اليونان إلى الهند. كانت بعض القبائل الهندية في السابق جزءًا من الإمبراطورية الفارسية. وكان الوضع السياسي في اليونان هادئًا.

هزم الإسكندر الملك بوروس في معركة هيداسبس في مايو عام 326 قبل الميلاد، ثم بقي في منطقته لمدة ثلاثين يومًا. خلال هذا الوقت، وفق بين الملك بوروس وبين تابعه الأخر، الحاكم تاكسيلز، فأصبح كلاهما تابعين له. حقق الإسكندر ذلك من خلال حل نزاعاتهما، ثم ترتيب تحالف عائلي. بعدها تابع إلى الشمال الشرقي نحو غلوكانوكوي، وأعلنت مدنها السبع والثلاثون الخضوع له. وقد خضع الملك أبيساريس من الكشمير للمقدونيين أيضًا، وقدم لهم العديد من الهدايا، بينها أربعون فيلًا. اقترح الإسكندر التقدم شرقًا إلى نهر الغانج ومحاربة الإمبراطوريتين القويتين ناندا وجانجاريداي. وبحسب أريان، فقد عبر عن أفكاره على هذا النحو:
الآن، إن رغب أي شخص بمعرفة أين ستجد حربنا نهايتها وحدودها، دعه يعرف أن المسافة من مكاننا إلى نهر الغانج لم تعد كبيرة؛ وستجد أنه متصل بالبحر الهيركاني. لأن البحر العظيم يحيط بالأرض كلها. وسأوضح للمقدونيين وحلفائهم ليس أن الخليج الهندي يلتقي بالفارسي فحسب، بل أن الخليج الهيركاني ملاصق للهند.
في نهر بيس، تمرد جيشه. لم يشاركوه في طموحه ورغبوا بالعودة إلى ديارهم. كانت تمطر على مدار السبعين يومًا السابقة. في معركة هيداسبس خسروا الكثير من الضحايا. تردد أن إمبراطورية ناندا كانت أقوى من بوروس، الذي كان مجرد أمير. تحدث كوينوس نيابة عن القوات وناشد الإسكندر السماح لهم بالعودة، وبعد اتفاق الضباط الآخرين، استسلم الإسكندر أخيرًا.
بعد ذلك بوقت قصير، أحضر ممنون تعزيزات قوامها 6000 من الفرسان من تراقيا و7000 من المشاة. ورافق التعزيزات خمسة وعشرون ألف درعًا. بعد الاتحاد مع قوات ممنون، قرر الإسكندر التوجه جنوبًا، متبعًا نهر هيداسبس، لكن قراءة الطالع أظهرت أنه من غير المرغوب متابعة المسير إلى الشرق. في البداية، أبحر الأسطول في النهر، وأحيانًا قطعوا مسافات قصيرة سيرًا في الداخل. وظهرت بعض المعارضة الطفيفة.
تلقى الإسكندر أخبارًا تفيد بأن المالايين والأوكسيدراتشيين قد قرروا تبادل الرهائن مع بعضهم البعض، ونقلوا كل مقتنياتهم الثمينة إلى مدنهم المحصنة. وقرروا توحيد قواتهم من أجل منعه من السير عبر أراضيهم. أشارت التقارير إلى أن لديهم ما مجموعه 90000 من المشاة، و10000 فارس و900 عربة. على الرغم من حقيقة أن الاثنين كانا عدوين تقليديًا، فقد أفيد أنهما تخليا عن نزاعاتهما لمحاربة المقدونيين. وقرر الإسكندر منعهما من تجميع القوات.[بحاجة لمصدر]
كانت عادة الإسكندر، مثل والده، أن يشن حملاته في جميع فصول السنة. لكن حين كان فصل الشتاء في اليونان، كان هذا يعني موسم الأمطار أو موسم البرد في الهند. لم يكن تحالف المالاي على دراية بهذه العادة، ولذا ربما توقع المزيد من الوقت للتحضير لتقدم الإسكندر. واصل الإسكندر تقدمه خلال حياته في العديد من المعارك الشهيرة على الرغم من الظروف الصعبة. وبعد معركة غوغميلا، يُقال إن الإسكندر وقواته قد وصلوا نهر الزاب الكبير، على بعد 34 ميلًا (55 كم) من ساحة المعركة، بعد يوم واحد فقط.

## المراحل

### المرحلة الأولى
عند تلقي أخبار التحالف في نوفمبر، سارع الإسكندر لمنع التقاء قوات القبيلتين. ووصل إلى المنطقة في غضون خمسة أيام عن طريق الإبحار أسفل نهر هيداسبس مع الأسطول الذي كان قد بناه مؤخرًا. صُممت سفن الأسطول ليجري تفكيكها وإعادة تجميعها، ليمكن نقلها عبر البنجاب. كانت هناك خمسة أنهار في البنجاب - يشار إليها أحيانًا باسم «وادي الأنهار الخمسة» - لذلك كان من الضروري سحب السفن من نهر إلى آخر. كان نهرا هيداسبس وأكيسينز خطيرين للإبحار في هذه المنطقة، وتكبد المقدونيون أضرارًا كبيرة في بعض سفنهم، بالإضافة إلى بعض الإصابات. استخدموا نوعين من السفن، السفن الحربية وسفن النقل المعروفة باسم «السفن المستديرة». لم تتضرر سفن النقل، إذ ساعدتها هياكلها المستديرة على الإبحار في القنوات الصعبة. على النقيض من ذلك، واجهت السفن الحربية صعوبات كبيرة، ودُمر العديد منها. كانت الصفوف المزدوجة من المجاديف تعني أن الصف السفلي من المجاديف سيعلق على ضفة النهر. في إحدى الحوادث خلع الإسكندر درعه مستعدًا للقفز في الماء خوفًا من أن تغرق سفينته.
ومع ذلك، نجح المقدونيون في العبور. عند وصولهم إلى أراضي الحليفين، حاولوا تهدئة الوضع. بينما كانت سفنهم تخضع للإصلاحات، هاجم المقدونيون في البداية قبيلة في الغرب تسمى سيبيا. وكانت هذه القبيلة، التي يُزعم أن لديها 40 ألف محارب، على الضفة اليمنى، وبالتالي كان على المقدونيين عبور النهر لمهاجمتهم. دمر المقدونيون عاصمتهم وأحرقوا محاصيلهم، وقتلوا جميع الذكور، واستعبدوا النساء والأطفال. في السابق، كان الإسكندر حريصًا على أن يكون رحيمًا تجاه سكان الأراضي التي احتلها حديثًا. كان القصد من هذا التغيير الملحوظ في السياسة أن يكونوا عبرة للقبائل الأخرى. ويُزعم أن ذلك جرى لتأمين خط اتصالات المقدونيين، الذي كان معرضًا لخطر الانقطاع بسبب امتداده الكبير، إذ كان يمتد على طول الطريق من بابل إلى البنجاب، وكان أي قطع فيه مُهددًا للحملة بأكملها.
كان الإسكندر مصممًا على عدم السماح للمالايين بالفرار منه، ولذلك خطط لحملة معقدة سمحت له بالاحتفاظ بالخطوط الداخلية، حتى يتمكن من تحصين نفسه عند أي نقطة مهددة.
أضاف الإسكندر إلى قوة كراتيروس فيلق فيليب، وكتيبة بوليبيرخون، والرماة الخيالة، والفيلة الذين كانوا يسيرون جميعًا أسفل النهر. ثم أمر نيارخوس بالإبحار عبر النهر مع الأسطول وإنشاء قاعدة لإجراء المزيد من العمليات عند تقاطع نهري أكيسينز وهيدراوتيس. بالإضافة إلى ذلك، كان سيستخدم تلك القاعدة للقبض على أي هارب من المالاي. بعد ثلاثة أيام، أمر الإسكندر كراتيروس أن يتبعه أسفل النهر على الضفة اليمنى.
قسم الإسكندر جيشه إلى ثلاثة أجزاء وعبر إلى الضفة اليسرى. سارت قوته مباشرة عبر الصحراء، وكعادة الإسكندر العبء الأكبر على القوة التي يقودها. وتألفت قوته من حملة الدروع، والرماة، والأغريانيين، ولواء بيثون بالتشكيلة السلامية، والرماة الخيالة، ونصف سلاح الفرسان المرافق. وقد كانت مسيرة صعبة عبر الصحراء، وكان من المفترض أن تخدم المسيرة هدفين؛ أولًا لمفاجأة المالايين، وثانيًا من أجل منح الإسكندر موقعًا استراتيجيًا يمكنه من خلاله دفع المالايين إلى الجنوب، ليجعلهم يتجهون إلى بقية قواته. أُمرت قوة هيفايستيون بالسير معاكسة لقوة كراتيروس، على الضفة اليسرى من نفس النهر. وكان قد بدأ مسيره قبل خمسة أيام من الإسكندر، من أجل ضمان أن أي قوات منسحبة دفعها الإسكندر سيُقبض عليها بسهولة، إذا تمكنت من الهروب من كراتيروس. أُمرت قوة بطليموس الأول سوتير باتباع مسيرة الإسكندر بعد ثلاثة أيام، من أجل التأكد من أن المالاي الهاربين إلى الشمال سيأسرون ويقتلون.